# Stenopsyche tapaishana
Stenopsyche tapaishana är en nattsländeart som beskrevs av Schmid 1959. Stenopsyche tapaishana ingår i släktet Stenopsyche och familjen Stenopsychidae. Inga underarter finns listade i Catalogue of Life.